# میرزا-پاتچا
میرزا-پاتچا (به لاتین: Myrza-Patcha) یک منطقهٔ مسکونی در قرقیزستان است که در شهرستان لیلک واقع شده‌است. میرزا-پاتچا ۰٫۲۶ کیلومتر مربع مساحت و ۷۷۰ نفر جمعیت دارد.